# Natalismo
O Natalismo (também chamado de pronatalismo ou posição pró-nascimento) é uma doutrina que incentiva a reprodução humana. O natalismo defende o aumento da população para garantir a continuidade da humanidade. Em políticas públicas, geralmente se busca criar incentivos financeiros e sociais para que as populações se reproduzam. Aderentes a ações mais rigorosas do natalismo procuram limitar o acesso ao aborto e à contracepção. O natalismo é uma forma de populacionismo oposto ao antinatalismo e ao malthusianismo.